# Großbardorf
Großbardorf là một đô thị ở huyện Rhön-Grabfeld bang Bayern thuộc nước Đức.